# Премия Европейской киноакадемии 1994
European Film Awards 1994 — премия Европейской киноакадемии (нем. Europäischer Filmpreis).

## Лауреаты и номинанты Премии Европейской киноакадемии 1994

### Лучший фильм
- Италия Ламерика, режиссёр Джанни Амелио
- Великобритания Во имя отца, режиссёр Джим Шеридан
- Франция Три цвета: Синий, режиссёр Кшиштоф Кесьлёвский
- Франция Три цвета: Белый, режиссёр Кшиштоф Кесьлёвский
- Франция Три цвета: Красный, режиссёр Кшиштоф Кесьлёвский

### Лучший фильм молодого режиссёра
- Франция  Сын акулы , режиссёр Аньес Мерле
- Венгрия  Войцек , режиссёр Янош Сас
- Россия Кош ба кош, режиссёр Бахтиёр Худойназаров

### Лучший документальный фильм
- Saga — Group Sarajevo

### Приз международной ассоциации кинокритиков (ФИПРЕССИ)
- Италия Дорогой дневник, режиссёр Нанни Моретти

### Награда за выслугу
- Франция Робер Брессон